# Грејт Фолс (Монтана)
Грејт Фолс (енгл. Great Falls) град је у америчкој савезној држави Монтана.

## Демографија
По попису из 2010. године број становника је 58.505, што је 1.815 (3,2%) становника више него 2000. године.
| Група             | 2000.          | 2010.          |
| Белци             | 50.292 (88,7%) | 50.723 (86,7%) |
| Афроамериканци    | 540 (1,0%)     | 617 (1,1%)     |
| Азијати           | 485 (0,9%)     | 520 (0,9%)     |
| Хиспаноамериканци | 1.354 (2,4%)   | 1.978 (3,4%)   |
| Укупно            | 56.690         | 58.505         |